# Eroe dell'Unione Sovietica
Eroe dell'Unione Sovietica (in russo Геро́й Сове́тского Сою́за?, Geroj Sovetskogo Sojuza) fu una delle principali onorificenze attribuite dall'Unione Sovietica.

## Descrizione
L'onorificenza includeva l'Ordine di Lenin (la seconda decorazione, in ordine di importanza, dell'Unione Sovietica) e, in segno di massima eccellenza, la Stella d'Oro, accompagnata da un certificato dell'atto eroico (gramota) da parte del Presidente del Soviet Supremo. 
Nel caso una persona fosse stata decorata più volte, l'Ordine di Lenin veniva consegnato una volta sola, salvo alcuni casi particolari.

## Storia
L'onorificenza venne creata il 16 aprile 1934.
Il numero totale di persone che vennero decorate con questo titolo fu circa 12 700; la gran parte dei quali venne insignita durante la Grande guerra patriottica (11 365 Eroi dell'Unione Sovietica, 101 decorati due volte, 2 decorati tre volte, e altri 2 decorati quattro volte). Uno dei più famosi fu Aleksandr Matveevič Matrosov che venne insignito della decorazione, dopo la sua morte, per aver bloccato il fuoco di una mitragliatrice tedesca con il proprio corpo. Altre 65 persone vennero decorate con tale onorificenza durante la guerra Sovietico-Afgana tra il 1979 e il 1989.
Il primo in assoluto a ricevere l'onorificenza fu l'aviatore Anatolij Ljapidevskij (certificato numero uno), e lo stesso giorno anche Sigizmund Levanevskij, Vasilij Molokov, Mavrikij Slepnëv, Nikolaj Kamanin, Ivan Doronin e Michail Vodop'janov, che parteciparono con successo alle ricerche aeree riuscendo a salvare l'equipaggio della nave a vapore Cheliuskin, affondata nelle acque dell'Artico il 13 febbraio 1934.
In totale furono 101 le persone che ricevettero tale decorazione due volte; la seconda nomina consentiva al destinatario di fregiarsi anche di un busto in bronzo, e ad un'iscrizione commemorativa, che veniva installato nella sua città natale. Il famoso cecchino russo Vasilij Zajcev fu uno dei destinatari più conosciuti a ricevere una doppia onorificenza e la sua storia, anche se in parte romanzata, è descritta nel film Il nemico alle porte.
I due famosi piloti di caccia, Aleksander Pokryškin e Ivan Kožedub ricevettero tale onorificenza per ben tre volte. La terza nomina autorizzava la realizzazione di un piedistallo come una propria statua, da sistemare a Mosca, nei pressi del Palazzo dei Soviet, palazzo che tuttavia non venne mai realizzato.
Le uniche due personalità a ricevere il titolo per quattro volte furono Georgij Žukov e Leonid Brežnev, in realtà Georgij Žukov è stato l'unico a ricevere tale onorificenza, in quanto Leonid Brežnev si è autodecorato negli anni in cui era il capo dell'Unione Sovietica.
Verso gli anni settanta il premio perse progressivamente di valore. Tuttavia importanti personalità politiche e militari continuarono a ricevere la decorazione in occasione di importanti anniversari, anche senza che si verificasse una vera e propria attività eroica, così come viene comunemente intesa. Nel 1988 il Soviet Supremo abolì la pratica di assegnare il titolo più di una volta per il singolo individuo.
Oltre alle persone, l'onorificenza venne attribuito anche a 12 città (le cosiddette città eroine) e alla fortezza di Brėst, per l'eroismo collettivo dimostrato durante la seconda guerra mondiale.
L'ultimo destinatario di "Eroe dell'Unione Sovietica" fu il tuffatore, Capitano Leonid Michajlovič Solodkov il 24 dicembre 1991 per i suoi successi sportivi. Dopo il crollo dell'Unione Sovietica, questo titolo venne riutilizzato in Russia (Eroe della Federazione Russa), in Ucraina (Eroe dell'Ucraina) e in Bielorussia (Eroe della Bielorussia).

## Decorati (elenco parziale)

### Una volta
- Vjačeslav Aleksandrovič Aleksandrov (militare)
- Marija Cukanova (militare)
- Miсhail Petrovič Devjataev (pilota militare)
- Jurij Gagarin (cosmonauta)
- Ivan Golubeс (marinaio)
- Vladimir Konstantinovič Konovalov (comandante sottomarino L3, poi ammiraglio)
- Zoja Kosmodem'janskaja (eroina della resistenza)
- Nikolaj Kuzneсov (partigiano e agente segreto)
- Lidija Litvjak (pilota militare)
- Meliton Kantaria (sergente militare)
- Vera Kaščeeva (militare)
- Mänşük Mämetova (militare)
- Aleksandr Ivanovič Marinesko (capitano sottomarino S-13)
- Andrej Aleksandrovič Mel'nikov (militare)
- Ljudmyla Pavličenko (tiratore scelto)
- Jakov Pavlov (comandante nella battaglia di Stalingrado)
- Fëdor Andrianovič Poletaev (partigiano)
- Pavel Nikolaevič Rak (ufficiale carrista)
- Otto Schmidt (scienziato, esploratore e uomo politico)
- Richard Sorge (agente segreto)
- Elena Stempkovskaja (militare, radiotelegrafista)
- Valentina Tereškova (cosmonauta)
- Anna Egorova (pilota militare)
- Vasilij Zajcev (tiratore scelto)
- Stalin (Segretario Generale del PCUS)
- Anisij Nikitovich Glavatskij (colonnello)
- Marija Vasiljevna Oktjabr'skaja (sergente carrista)
- Ekaterina Ilarionovna Michajlova-Dëmina (medico militare)
- Äliia Moladaqūlova (militare)

### Due volte
- Vladimir Komarov (Cosmonauta)
- Azi Aslanov (Maggior generale azero)
- Valerij Fëdorovič Bykovskij (Cosmonauta)
- Ovanes Chačaturovič Bagramjan (Maresciallo dell'Urss)
- Vasilij Ivanovič Čujkov (Maresciallo dell'URSS)
- Aleksej Fëdorov (Leader dei partigiani in Ucraina)
- Viktor Vasil'evič Gorbatko (Cosmonauta, poi docente all'accademia dell'aeronautica militare sovietica)
- Georgij Grečko (Cosmonauta)
- Pëtr Illič Klimuk (Cosmonauta, poi generale e scrittore)
- Vladimir Konstantinovič Kokkinaki (Pilota collaudatore)
- Ivan Stepanovič Konev (Maresciallo dell'URSS)
- Sydir Kovpak (Leader dei partigiani in Ucraina)
- Valerij Nikolaevič Kubasov (Cosmonauta e dirigente dell'industria aerospaziale)
- Pëtr Afanas'evič Pokryšev (Asso dell'aviazione da caccia)
- Pavel Romanovič Popovič (Cosmonauta su Vostok 4 e Sojuz 14)
- Konstantin Konstantinovič Rokossovskij (Maresciallo dell'URSS)
- Pavel Rybalko (Maresciallo delle Truppe corazzate dell'URSS)
- Nelson Stepanyan (Asso del bombardamento in picchiata)
- Amet-Khan Sultan (Asso dell'aviazione da caccia)
- Aleksandr Michajlovič Vasilevskij (Maresciallo dell'URSS)
- Kliment Vorošilov (Maresciallo dell'URSS)
- Semën Timošenko (Maresciallo dell'URSS)

### Tre volte
- Semyon Budyonny (Maresciallo dell'URSS)
- Ivan Kožedub (asso da caccia, detentore del primato di abbattimenti fra tutti i piloti alleati della Seconda guerra mondiale)
- Aleksander Ivanovič Pokryškin (asso da caccia)
- Dmitrij Fëdorovič Ustinov (Maresciallo dell'URSS e Ministro della Difesa)

### Quattro volte
- Leonid Il'ič Brežnev (successore di Nikita Chruščёv), titoli autoattribuiti.
- Georgij Žukov (maresciallo dell'URSS)

### Personalità straniere decorate
- Marcel Albert (pilota da caccia francese)
- Abd al-Hakim Amer (militare e politico egiziano)
- Jacques André (pilota da caccia francese)
- Ahmed Ben Bella (politico algerino)
- Fidel Castro (leader cubano)
- Primo Gibelli (militante antifascista italiano, combattente repubblicano nella Guerra civile spagnola)
- Gamal Abdel Nasser (leader nazionalista egiziano)
- Erich Honecker (leader comunista della Repubblica Democratica Tedesca)
- János Kádár (leader ungherese)
- Rubén Ruiz Ibárruri (spagnolo, figlio della leader comunista Dolores Ibárruri ucciso nella Battaglia di Stalingrado)
- Sigmund Jähn (cosmonauta della DDR)
- Ramón Mercader (agente segreto che uccise Lev Trockij, onorificenza revocata)
- Roland de La Poype (pilota da caccia francese)
- Marcel Lefèvre (aviatore francese)
- Phạm Tuân (cosmonauta vietnamita)
- Walter Ulbricht (presidente della DDR)
- Todor Živkov (leader bulgaro)
- Richard Sorge (agente segreto attivo in Giappone prima e durante la seconda guerra mondiale)